# كرياكوس ويوليطة
القديس كرياكوس (بالآرامية: ܡܪܝ ܩܘܪܝܩܘܣ ܣܗܕܐ)‏ مار قرياقوس الشهيد؛ أيضا Cyriacus و Quiriac و Quiricus و Cyr) ووالدته القديسة يوليطة (باليونانية: Ἰουλίττα)‏، (بالآرامية: ܝܘܠܝܛܐ)‏ (يوليتا أو جوليتا)، يُكرّمان شهداءً مسيحيين. وفقا للتقاليد والمصادر التي ذكرت سيرة حياتهم، فقد استشهدوا في مدينة طرسوس بآسيا الصغرى في حوالي عام 304 م.

## سيرة القديس كرياكوس ويوليطة أمه
وُلدت القديسة يوليطة في مدينة أيقونية عاصمة ليكاؤنية. وهي تنحدر من سلالة ملوك آسيا، لها مركزها الاجتماعي المرموق بجوار غناها وجمالها وتقواها. كانت محبة لخدمة الفقراء والمحتاجين. تزوّجت رجلًا تقيًا يخاف الرب، وأنجبت منه طفلًا بهي الطلعة حسن المنظر أسمياه قرياقوس، وهي مشتقة من غريغوريوس أو جريجوري. توفي الزوج في ريعان شبابه وترك قرياقوس مع الأرملة الشابة يوليطة.
عندما شدّد دقلديانوس اضطهاده على المسيحيين هناك أرادت ترك مدينتها طلبًا للسلام لتذهب إلى مكان آمن حيث لا يعرفها أحد. فقد بدأ الحاكم الروماني دومتيانوس في نشر الاضطهاد في جميع مدن الإقليم بكل وحشية. خشيت الأم لئلا إذا قُتلت يقع طفلها الصغير في أيدي الوثنيين فلا يتمتع بالإيمان المسيحي.

## إلى سلوقية ثم إلى طرسوس
أخذت طفلها قرياقوس الذي كان عمره ثلاث سنوات، وكان جميلًا جدًا وجذابًا، مع اثنين من خدمها وذهبت أولًا إلى سلوكية بسوريا، حيث وجدت حاكمها الروماني أشد عنفًا وقسوة من حاكم ليكاؤنية في تعذيبه للمسيحيين، ومن ثمّة تركت المدينة وذهبت إلى طرسوس عاصمة كيليكية. كان وصولها إلى المدينة مع وصول الحاكم إسكندر وحاشيته معه، فتعرّفوا عليها وفي الحال قادوها إلى السجن. أما الجاريتان فهربتا من وجه الجنود، ولكنهما كانتا تتبعان يوليطة وابنها وتنظران إليهما من بعيد.

## دعوة للاستشهاد
بعد هروبها من وجه الاستشهاد مرتين خوفًا علي إيمان طفلها شعرت حين أُلقي القبض عليها بسلامٍ داخلي. أدركت أن عناية الله التي دعتها للاستشهاد كفيلة برعاية ابنها والحفاظ علي إيمانه.

## محاكمة يوليطة
لما أحضروها لتُحاكم، وقفت أمام إسكندر ممسكة بيد ابنها. اندهش الحاكم الروماني لجمالها الفائق وصغر سنها، وتعجّب لهذا الطفل البهي الطلعة، فنزل من كرسيه ودنا منها ودار بينهما الحوار التالي:
- ما هو اسمك أيتها الحسناء؟ ومن أين أتيت؟
  - أنا مسيحية.
- مسيحية! هل أنت من أتباع المصلوب؟
  - نعم أنا مسيحية!
- ألا تعلمين أن ملكنا المعظم قد أمر بتعذيب جميع المسيحيين وقتلهم؟
  - نعم أنا أعلم ذلك.
- كيف إذن تجاهرين وتعترفين أنك مسيحية؟! ألا تخافين الموت؟ ألا تنظرين إلى جمالك؟
  - أعلم أيها الوالي أن جميع المسيحيين مستعدون للعذاب والموت من أجل مسيحهم القدوس. وثق أن تعذيبكم وقتلكم لهم يزيدهم شجاعة وعددًا
- ألا ترهبون الموت؟
  - كلا! لأن الموت هو طريقنا للحياة مع إلهنا الحي يسوع المسيح، وجميعنا نشتاق إلى هذا اليوم.

ثار الحاكم جدًا وحكم عليها بالتعذيب، وأُخذ قرياقوس من بين يديها بالرغم من دموعه وتوسلاته. وحمله الحاكم على ركبتيه في محاولة لتهدئته، لكن عيني الطفل وأذنيه كانت متجهة فقط نحو أمه. وأثناء تعذيبها كانت يوليطة تردد: «أنا مسيحية» فصرخ قرياقوس بشدة: «وأنا أيضًا مسيحي».
استشاط الحاكم غضبًا، وأمر بتجريد القديسة يوليطة من ثيابها وجلدها حتى تمزّق جسمها.

## استشهاد الطفل كيرياكوس
بينما كان الجلادون يضربون القديسة يوليطة بكل وحشية أمام ابنها، كانت تصرخ: «أنا مسيحية!» كانت تحتمل الألم بإيمان وفرح وهي تنظر إلى ابنها كمن تسنده للثبات علي إيمانه.
كان الوالي يلاطف الطفل وأراد أن يقبّله، لكن الطفل لم يعره اهتمامًا بل كان متجهًا نحو أمه.
أخيرًا في محاولة الطفل للتخلص من يديْ إسكندر للذهاب إلى أمه، ركله ونشب أظافره في وجهه، فاستشاط إسكندر غضبًا وأمسك برجل الطفل وقذفه من على السلم، فكُسرت جمجمته واستشهد في الحال. وبدلًا من أن تتأسف أمه على موته، قدمت الشكر لله لأنه وُهب لابنها إكليل الاستشهاد وبذلك يعد الشهيد كرياكوس من أصغر الشهداء في السن.

## استشهاد القديسة يوليطة
ضاعف موقفها هذا من غضب الحاكم الذي شدّد عذاباتها حتى قُطع جنبيها، وأخيرًا أمر بقطع رأسها بحد السيف وإلقاء جثمانها وجثمان ابنها في الموضع الذي تُلقي فيه قمامة المدينة. ربط الجلادون حبلًا في رقبتها وسدّوا فمها حتى لا تنطق بعبارة: «أنا مسيحية»، ثم ساقوها إلى ساحة الاستشهاد.
هناك سألتهم أن يصبروا عليها قليلًا. فركعت القديسة وصلّت إلى ربنا يسوع قائلة:
"أشكرك يا إلهي القدوس لأنك دعوت ابني الحبيب قرياقوس قبلي.
وبأخذك إياه من هذه الحياة الفانية وضعته مع مصاف ملائكتك وقديسيك في فردوس النعيم.
الآن أتوسل إليك يا مخلصي الصالح أن تقبل روح أَمتك يوليتا.
وأن تجعلني مع العذارى الحكيمات اللواتي دخلن إلى المساكن العلوية النقية البهية الطاهرة، حيث أباركك يا يسوع إلهي مع أبيك الصالح وروحك القدوس إلى الأبد آمين".
إذ أكملت صلاتها رشمت ذاتها بعلامة الصليب المقدس وسلّمت رقبتها للجلادين فقطعوا رأسها. وألقوا بجسدها مع ابنها خارج المدينة، وكان ذلك حوالي سنة 304 م.

## جسدا الشهيدين

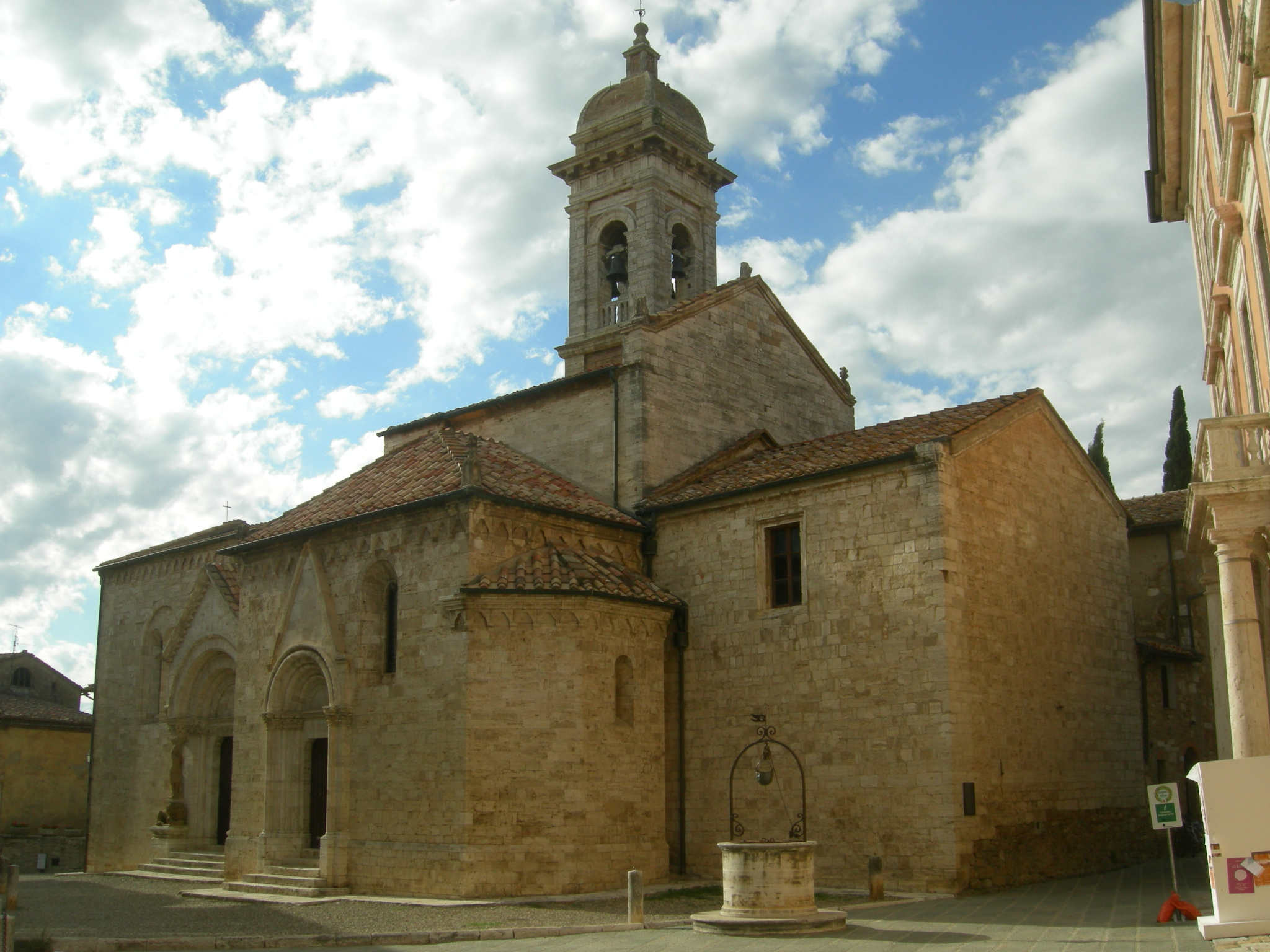
كنيسة القديس كرياكوس و يوليطة أمه (التي تعرف بأسم سان كرياكو دي أورتشيا) توسكانا, أيطاليا

تقدمت الخادمتان سرًا وأخذتا الجسدين ودفنتاهما في حقلٍ بالقرب من المدينة. حين انتهى زمن الاضطهاد بمُلك قسطنطين، تقدّمت إحدى الخادمتين وكشفت عن مكان القبر، ويُقال أن عظام القديس قرياقوس قد نُقلت في القرن الرابع إلى إنطاكية.
- إنك في سنك الصغير وعقلك الناضج احتملت الآلام بطريقة موحشة يا قرياقوص المنتصر...
- تعالوا وانظروا يا جميع الناس مشهدًا جديدًا ونادرًا. من رأى واليًا ظالمًا مهزومًا أمام طفل صغير؟
- يا للمنظر العجيب، فإنه يرضع من ثديي أمه ويهتف أثناء الرضاعة: لا تخافي يا أمي من تعذيب سلطان هذا العالم، لأن المسيح قوة للذين يؤمنون به.

عن ليتورجية بيزنطية
السلام لك يا قرياقوس القديس، لأنك في الثالثة من عمرك غلبت العدوّ وما لديه من آلات تعذيب كثيرة.

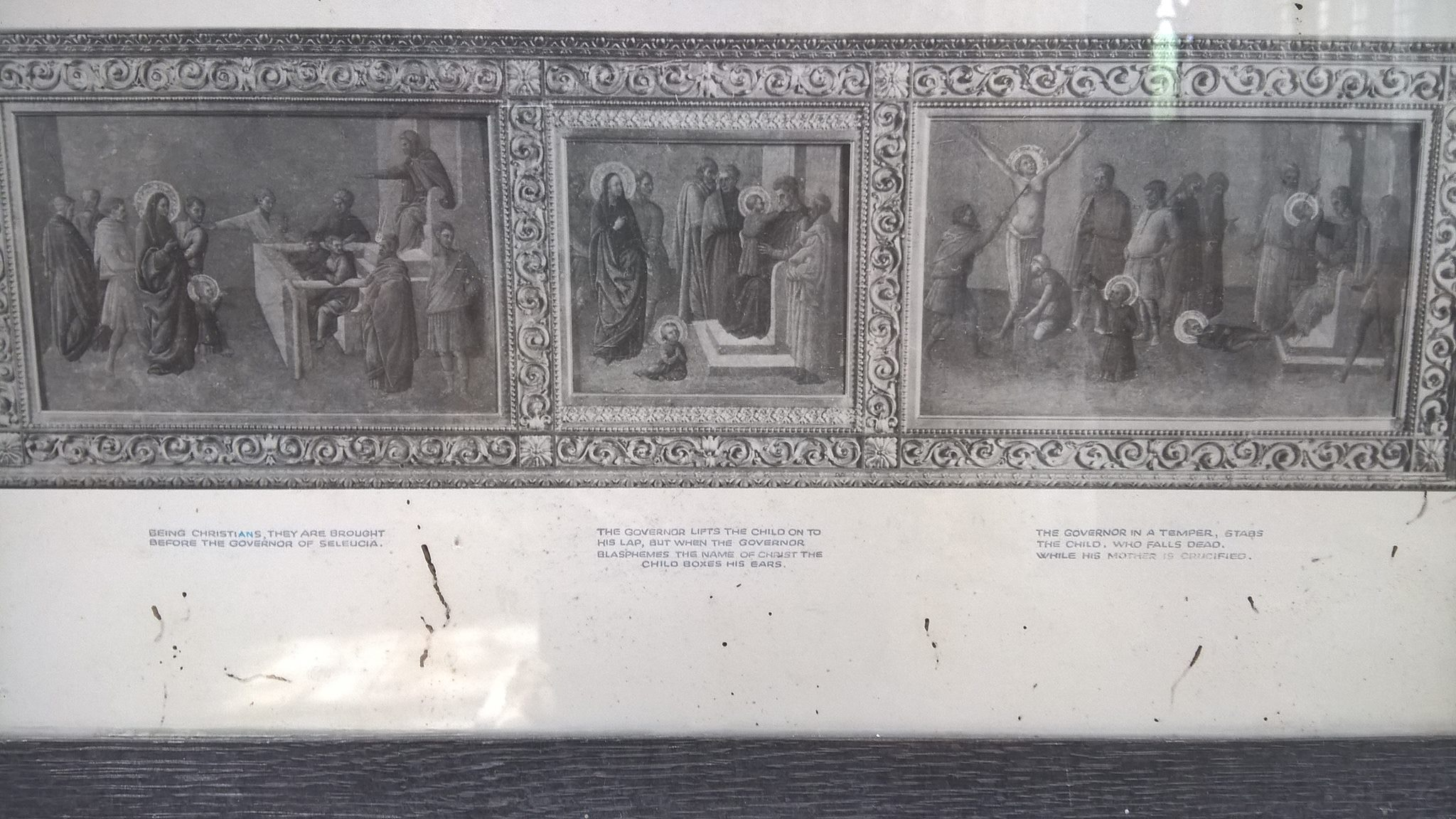
رسم القديس كيرياكوس في لاكوك ، ويلتشير.

لحن بيزنطي

العيد يوم 16 يونيو/ 15 أبيب.

## التاريخ
وتذكر رواية أخرى لاستشهادهم وهي أن يوليطة أخبرت الحاكم أنه لا يمكن قبول دينه من قبل طفل يبلغ من العمر ثلاث سنوات، حيث شهد كرياكوس بإيمانه وصرخ " أنا مسيحي أنا مسيحي. حتي أن الوالي لم يصدق نفسه أن طفل يقف أمامه ويعترف بالمسيح بكل شجاعة دون خوف فامر أن تذوق الأم والطفل التعذيب الشديد قبل أن يأمر بـقطع رأسيهما.

## القديس كرياكوس وكارل الكبير
تقول قصة مشهورة في مدينة نيفر الفرنيسة أنه في إحدى الليالي حلم شارلمان أنه تم إنقاذه من الخنازير البرية أثناء قيامه برحلة الصيد. حيث ظهر منقذه بمظهر طفل، وعد بإنقاذ الإمبراطور من الموت إذا أعطاه ملابس لتغطية عورته.
فسر أسقف نيفير هذا الحلم على أنه يريد أن يقوم الإمبراطور بإصلاح سقف كاتدرائية القديس كيرياكوس والقديسة يوليطة بمدينة نيفير.

## روابط خارجية
- «القديسة يوليطة الشهيدة» ، حياة بتلر للقديسين
- الموسوعة الكاثوليكية
- القديسة يوليطة
- كنيسة القديس كرياكوس والقديسة يوليطة أمه ، تويكنهام، إنجلترا
- مشروع تاريخ عائلة كيرياكوس - صفحة القديسين كيرياكوس والقديسة يوليطة أمه
- الكنيسة الأرثوذكسية الأمريكية
- كنيسة على الإنترنت - أبرشية أمريكا للروم الأرثوذكس
- صفحة القديس كيرياكوس على موقع الأيقونات المسيحية
- «القديس كويرياكوس ووالدته القديسة يوليطة» من الأسطورة الذهبية
- استشهاد السريان لمار قرياقوس ويوليطه أمه

النص الكامل